# Trendelenburg-Zeichen

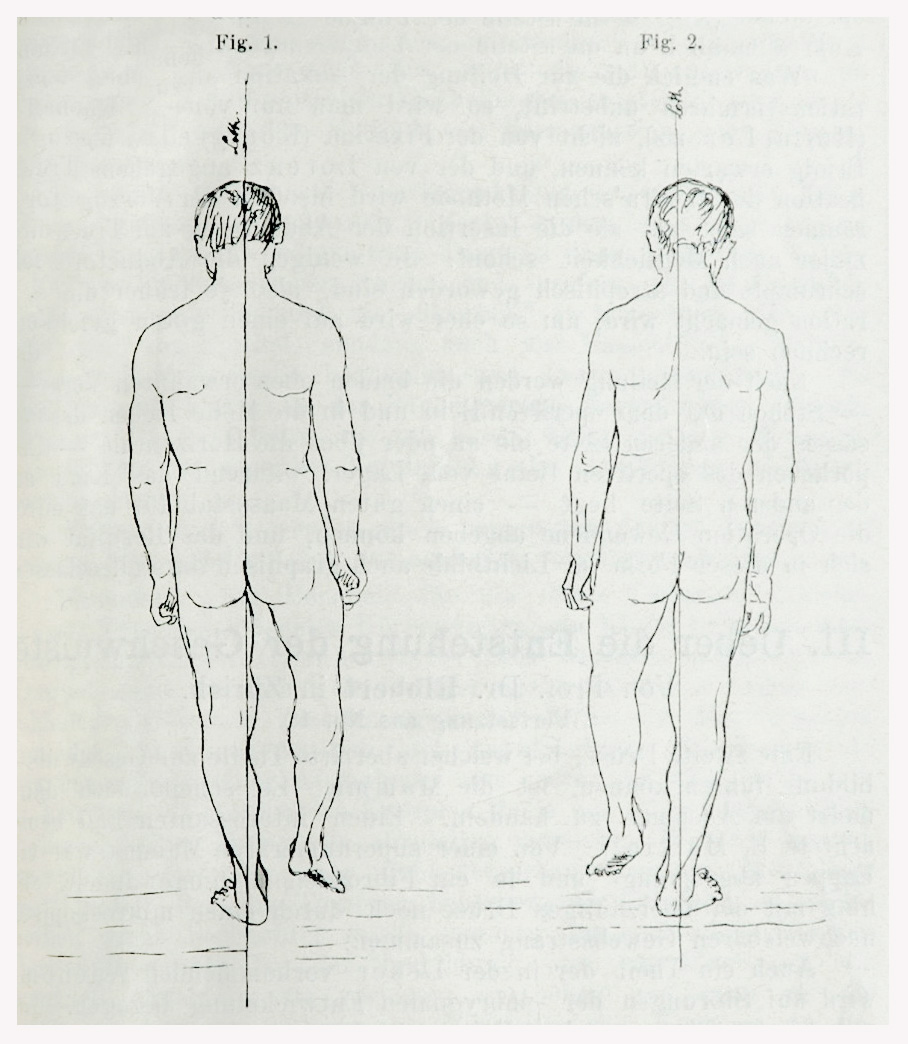
Abb. aus der Erstbeschreibung 1895

Das Trendelenburg-Zeichen (nach dem Chirurgen Friedrich Trendelenburg; engl. Trendelenburg's sign) ist die Bezeichnung für das klinische Bild einer Lähmung der Musculi glutei medius und minimus, die aufgrund einer Schädigung des Nervus gluteus superior hervorgerufen werden kann. Es können auch eine angeborene Luxation des Hüftgelenkes sowie eine Coxa vara, Hüftgelenksarthrose, Muskeldystrophie Duchenne oder Morbus Perthes Ursache eines positiven Trendelenburg-Zeichens sein. Eine der häufigsten Ursachen ist allerdings ein Bandscheibenvorfall, der auf den Spinalnerv L5 drückt, das Trendelenburg-Zeichen tritt dann in der Regel in Kombination mit einer Fußheberlähmung auf. 
Das Trendelenburg-Zeichen gilt als positiv, sobald der Patient auf einem Bein stehend sein Becken nicht in der Waage halten kann – wobei die Muskeln des Standbeines betroffen sind. Im Gehen erkennt man das Trendelenburg-Zeichen am Abkippen des Beckens zur gesunden Seite bei gleichzeitiger Beugung des Spielbeins in Hüfte und Knie. Es entsteht der Eindruck, als würde der Patient „watscheln“. 
Kräftigungs- und Koordinationsübungen sowie Dehnung der hüftstabilisierenden Muskulatur (Gesäßmuskulatur und Musculus tensor fasciae latae) können dem Trendelenburg-Zeichen entgegenwirken. 
Der Trendelenburg-Test, ebenfalls von Friedrich Trendelenburg entwickelt, ist hingegen die Bezeichnung für einen Test im Bereich der Phlebologie und dient dem Nachweis einer Klappeninsuffizienz im Bereich der Perforans- und Stammvenen am Unterschenkel.